# Milan Basta
Milan Basta, hrvaški častnik in politik, * 1. marec 1921, † december 2007.

## Življenjepis
Leta 1939 je postal član SKOJ in leta 1941 se je pridružil NOVJ ter KPJ. Med vojno je bil med drugim politični komisar bataljona Krbava, 2. ličkega odreda, 2. ličke proletarske brigade, 51. divizije,...
Po vojni je končal šolanje na Višji vojaški akademiji JLA in bil dodeljen Glavni politični upravi JLA; med drugim je bil tudi politični komisar korpusa, namestnik političnega komisarja armadne oblasti,...
Po premestitvi v rezervno sestavo je postal direkor Radia Jugoslavije, nato pa član Centralnega sveta Zveze sindikatov Jugoslavije.

## Odlikovanja
- Red bratstva in enotnosti
- Red zaslug za ljudstvo